# Capiibary (distrito)
Capiibary es un distrito paraguayo del Departamento de San Pedro, situada a más de 235 km de Asunción, conectada por la Ruta PY03. Se sitúa sobre el arroyo homónimo, que limita con el Departamento de Caaguazú. Sus habitantes se dedican principalmente a la agricultura de subsistencia.

## Geografía
Los terrenos son más elevados y están cubiertos por tupidos bosques, en esta zona están ubicadas las principales elevaciones así como la Sierra de San Joaquín. Los caminos internos carecen totalmente de algún tipo de pavimentación, pero en los últimos tiempos están mejorando notablemente.
Limita al norte con Yrybucuá, separado por el arroyo Puente tabla; al sur con el Departamento de Caaguazú y la cordillera homónima; al este con el Departamento Canindeyú, separado por el Río Corrientes; y al oeste con San Estanislao.

### Hidrografía
Su territorio es bañado por el río Corrientes de norte a sur, navegables para embarcaciones menores, pero constituyen recursos hìbricos de alto valor, además dispone de varios arroyos que diseminados por la región facilitan el riego natural de los fértiles suelos, entre los que cabe mencionar: Rojas, Capi´ibary, y el arroyo Puente tabla, que los sirve como límite del distrito Yrybycua.

### Orografía
Dentro del distrito se encuentra el cerro Dos de Oro, también se localiza la Cordillera de Caaguazú, que le sirve de límite con el Departamento de su mismo nombre, y la Sierra de San Joaquín, que es un recurso turístico de la zona, pues generalmente es utilizado para la realización de actividades de recreación, como la de Safaris Silvestres.

### Clima
El distrito de Capiibary, así como gran parte del Departamento de San Pedro posee un clima definido como lluvioso, con abundante precipitaciones al año.
El clima predominantemente lluvioso y húmedo, la humedad relativa es del 70 al 80%. La media es de 23 °C, la máxima en verano es de 38 °C y la mínima de 10 °C.

## Demografía
El distrito de Capiibary, cuenta con una población de 30 570 habitantes, según datos oficiales del censo paraguayo de 2022. El distrito de Capiibary, de acuerdo al censo Nacional de la Vivienda en la zona rural se encuentra asentado el 86,92 % de la población total. 
Dentro de las comunidades indígenas se encuentran: Cancio Kue, Parakau Keha, Okara Poty, Río Verde, Yvy Porá, Ka'aty Mirí y San Francisco.

## Economía
Su economía es esencialmente agrícola ganadera y se ha incrementado considerablemente, teniendo en cuenta la fertilidad de su suelo y al programa de creación de nuevas colonias, las que hasta la fecha se han incrementado considerablemente gracias al apoyo recibido por el INDERT, Institución Pública creada con el fin de apoyar al sector rural.
Sus principales productos de producción agrícolas son: algodón, tabaco, soja, yerba mate, mandioca, girasol, naranjo agrio, naranjo dulce, también cuentan con cultivos de banana, horticultura, trigo, entre otros productos de subsistencia.

## Infraestructura
Actualmente este distrito cuenta con servicios de transporte público con servicios interdistritales y servicios periódicos hasta la capital del país, Ciudad del Este, Pedro Juan Caballero, Brasil, Argentina, y Chile. En materia de comunicación magnética, la mayor parte posee servicios de tele discados y en la actualidad con sistemas satelitales. 

## Cultura
Desde finales de 2016 Capiibary cuenta con una Biblioteca en el Centro Urbano, en el local de la Antigua Municipalidad. La fundó la arquitecta española Inmaculada Lucena Hidalgo, que llevaba años recopilando libros a través de distintas asociaciones españolas sin ánimo de lucro. Cuenta con una variada colección de libros: cuentos, novelas, atlas, enciclopedias, ensayos, teatro, poesía. La misión de esta pequeña gran biblioteca es hacer llegar la lectura a todas las personas con suenos, ilusiones y ambición, independientemente del lugar o circunstancia en la que hayan nacido.

## Turismo
El atractivo turístico principal de este distrito lo constituye el Cerro Dos de Oro, también se puede citar la Cordillera de Caaguazú, que conjuntamente con la Sierra de San Joaquín son utilizadas por los visitantes como lugares disponibles para la realización de Safaris Silvestres, o bien un lugar de esparcimiento y diversión.